# بخش کاترینهولم
بخش کاترینهولم (به سوئدی: Katrineholms kommun) یک ناحیه شهری در سوئد است که در شهرستان سودرمانلاند واقع شده‌است.